# Pomada (grupo musical)
Pomada (también denominado como Grupo Pomada) es un grupo musical creado en Buenos Aires, Argentina, en 1971. Originalmente estuvo compuesto por Norberto Dorfman, Juan José Gimello, Juan Linera, Oscar Carranza y Daniel Paredes. Más tarde se une Pedro Carreras quien sustituye a Juan José Gimello.

## Historia

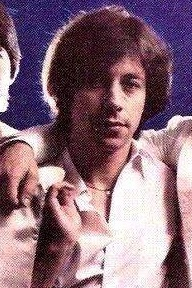
Pedro Carreras

El grupo musical surgió en 1971, ya que hubo varios recorridos en varias zonas de Argentina, estuvo compuesta por Norberto Dorfman, quien se encargaba del teclado electrónico, Juan Linera tocaba la guitarra, Daniel Paredes y Oscar Carranza (oriundo de la ciudad de Rafaela, pcia. de Santa Fe) en los tambores y la batería, y Juan José Gimello como vocalista. En el año 1974, Gimello abandona el grupo por razones personales, y entonces se cierra el grupo por unos meses. Desde entonces, se une Pedro Carreras como vocalista y bajista. En 1976, se graba el álbum "Mi promesa", que tiene un gran éxito, en especial por el tema con el mismo nombre, que fue cantado por primera vez por Juan José Gimello y más tarde por Pedro Carreras. En el año 2004, Carreras decide dejar el grupo y decide continuar su carrera como solista y se une Juan Manuel Uzin. El único propietario y director hasta la actualidad es Norberto Dorfman.
Los éxitos que fueron más conocidos por el público de Argentina y países extranjeros como Uruguay, Paraguay, Chile, Venezuela, Colombia y Ecuador, fue "Mi promesa", "Ojos sin luz", "Porque yo quiero", "Vestida de novia" y "Paraíso", que fueron cantadas por Pedro Carreras.
Un nuevo álbum fue programado para el año 2007, que incluirá nuevas canciones y varias recopilaciones. Pomada es conocido mundial mente, no solo en países de idioma español, también de inglés y portugués. Su verdadera discográfica es Radio Corporation of America, que ahora es Sony BMG y ha lanzado una colección de sus éxitos pasados, Pomada-20 secretos de amor, que fue muy conocido.

## Sencillos
- La noche
- Ojos sin luz
- Te quiero aunque ya no eres mía
- Paraíso
- Regalame una noche contigo
- Yo fui el primero que te dio amor
- Déjame si has olvidado que te quiero
- Te amo
- Mi promesa
- Vestida de novia
- Todas las noches me paso pensando en ti

## Discografía
| Año  | Álbum                                         | Temas | Sello                    |
| ---- | --------------------------------------------- | --- | ------------------------ |
| 1974 | Pomada                                        | 01 - Te quiero aunque ya no eres mía. 02 - Amanece y tú no estás. 03 - Quiero sentir tu respiración. 04 - Ahora sé mi amor. 05 - Si quieres saber te puedo enseñar. 06 - Hoy chiquita que te vuelvo a ver. 07 - Regálame una noche contigo. 08 - Quédate conmigo una noche más. 09 - Piensa que te estoy llamando. 10 - Cuando yo te sentí mía. 11 - Muchacha ven a mi lado. 12 - Muchachita chiquitita. |                          |
| 1977 | Pomada / Mi Promesa                           | 01 - Mi promesa. 02 - La primera vez que lloro por ti. 03 - Nuestra casa siempre huele a rosas. 04 - Te espero a la madrugada. 05 - Amor mío, siempre mío. 06 - Y ya lo ve, que lindo es. 07 - Sé que no soy para ti. 08 - Ojos sin luz. 09 - La esquina, tu y yo. 10 - Nada nos va a separar. 11 - Yo fui el primero que te dio amor. 12 - Para mi niña hermosa.                                        | RCA                      |
| 1977 | Vestida De Novia / Regalame Una Noche Contigo | 01 - Vestida de novia. 02 - Yo sé mi amor muy bien. 03 - Hace tiempo que pienso en vos. 04 - Quisiera ser el otro. 05 - Aunque tan sólo seamos amigos. 06 - Salsa con pomada. 07 - Hoy tengo ganas de ti. 08 - La mañana ha despertado. 09 - Recordarás lo que pasó. 10 - Que caricias guarda tu cuerpo. 11 - Quiero regalarte algo de mi. 12 - Llegaremos a México.                                     |                          |
| 1979 | Enamorados                                    | 01 - Adiós, linda. 02 - Ámame, como yo te amo. 03 - Quisiera ser. 04 - Tienes que quererme. 05 - ¿Tú donde estás?. 06 - Lejos de los ojos. 07 - Nuestra última tarde. 08 - Te fuiste, nada dijiste. 09 - Enamorados. 10 - Llora y olvida. 11 - Y ella volvió a su hogar. 12 - Celia. |                          |
| 1979 | Bellísimo                                     | 01 - Bellísimo. 02 - ¿Por qué no golpeaste mi puerta?. 03 - Tristeza que me hace llorar. 04 - Colegiala eres tú. 05 - Si te ofendí, perdóname. 06 - Vals n.º 1 OP 69 Chopin. 07 - Solo en silencio. 08 - Si tú quieres bailar. 09 - Tu amistad, mi amistad. 10 - Sólo así podré olvidar. 11 - Hoy, que no es mía. 12 - ¿Cuál es la forma?.                                                               |                          |
| 1980 | Porque Yo Quiero                              | 01 - Un mechón de tu cabello. 02 - Hay humo en tus ojos. 03 - Hermosos ojos azules. 04 - Siempre, espérame siempre. 05 - Llorando me dormí. 06 - Como ellos. 07 - Que me importa del mundo. 08 - Siempre te recordaré. 09 - Mi gran fiesta. 10 - Chica particular. 11 - Bikini amarillo a lunares diminuto, justo. 12 - Porque yo quiero.                                                                | RCA                      |
| 1981 | Tu Voz                                        | 01 - Son rumores. 02 - Como te extraño, ahora. 03 - Todo el día pienso en vos. 04 - Julia, estas enamorada. 05 - Llámame, si te has quedado sola. 06 - Que poco falta. 07 - Tu voz. 08 - Debemos continuar. 09 - Fuiste tú. 10 - Sin ti estoy. 11 - En un día azul. 12 - Basta de rodar. | RCA                      |
| 1982 | Apariencias / Pomada                          | 01 - Una música lenta. 02 - Cuando no puedas dormir. 03 - Jamás me enseñaste a olvidar. 04 - Que los cumplas feliz, querida. 05 - Lo importante es soñar. 06 - Fácil de querer, difícil de olvidar. 07 - Apariencias. 08 - Si esta calle fuese mía. 09 - Todavía no he podido olvidar. 10 - Sé que ya no eres mía.                                                                                       | RCA                      |
| 1983 | Bailando Sobre Una Estrella                   | 01 - Paraíso. 02 - Hombre con H. 03 - Angelitos negros. 04 - Todo el mundo canta. 05 - El juguete. 06 - Bailando sobre una estrella. 07 - Mis manos en tu cintura. 08 - Si vivo junto a ti. 09 - Se que volveré a enamorarme. 10 - Mi serenata. | RCA VICTOR               |
| 1985 | Conocí Una Chica Trastornada                  | 01 - Trastornada. 02 - Academia de baile. 03 - Por eso quiero verte otra vez. 04 - Coco y banana. 05 - Morena tropicana. 06 - Aquellos fueron los días. 07 - Un adiós. 08 - Cuando me faltas. 09 - Sinceridad. 10 - Amor de mi vida. | RCA                      |
| 1986 | Pomada '86                                    | 01 - Un disco cualquiera. 02 - Esa niña que me mira. 03 - Imagina qué locura. 04 - Dónde te buscaré. 05 - Sin ti (Without you) 06 - Morena el fuego en tus venas. 07 - No voy a decir tu nombre. 08 - Y si te vuelves a ir. 09 - No eres como las demás. 10 - Mujer de los mi días. | RCA/ARIOLA INTERNACIONAL |
| 1987 | Una chance                                    | 01 - Te quiero aunque ya no eres mía. 02 - Una chance. 03 - Deja entrar la claridad. 04 - Ese duende de amor. 05 - El amor como el viento un día se va. 06 - Si esta calle fuese mía. 07 - Por ti quisiera, amanecer. 08 - Para ti, sólo vivo. 09 - Tu perteneces a mi. 10 - Dejaré la llave en mi puerta.                                                                                               | MUSIC HALL               |
| 1990 | El super bailable de Pomada                   | 01 - Negra, no te vayas de mi lado. 02 - Miro, solo miro. 03 - Oho, aha. 04 - Vamos, bailemos juntos. 05 - Yo quiero estar aquí. 06 - Amor de pobre. 07 - Y ahora, te vienes conmigo. 08 - Será, será que estoy enamorado. 09 - Estoy en su corazón. 10 - Amante latino. 11 - Me vuelvo loco por ti. 12 - En el cielo con Dios.                                                                          | MAGENTA                  |
| 1992 | Surcos de amor                                | 01 - Quédate aquí. 02 - Esa eres tú. 03 - Vale la pena (intentar su amor). 04 - Y será que no la quiere. 05 - Piensa que te estoy llamando. 06 - No llores ahora. 07 - Noche, tu que sabes de todo. 08 - Déjenla que llore sola. 09 - La niña. 10 - Que difícil es vivir en soledad. 11 - Pero que no, que sí. 12 - Adiós, linda.                                                                        | LEADER MUSIC             |
| 1996 | Siguen los sucesos                            | 01 - Ni que estuviera loco. 02 - Te amo. 03 - Esa noche de luna llena. 04 - La noche es de los dos. 05 - Cita de amor. 06 - Juego lento. 07 - No soy nada sin ti. 08 - Esclavo y amo/Angelitos negros. 09 - Un temerario. 10 - Eramos adolescentes. 11 - Porque tienes miedo de amar. 12 - Esa niña que me mira.                                                                                         | LEADER MUSIC             |
| 2008 | Platino                                       | 01 - Una vieja canción de amor. 02 - Cuando tú no estás. 03 - Es difícil decir adiós. 04 - Dónde estará mi primavera. 05 - Perdóname. 06 - Echame a mí la culpa. 07 - Adiós, adiós. 08 - El deseo. 09 - Adiós linda. 10 - Que seas feliz. 11 - Agua en el desierto. 12 - Dame felicidad 13 - Es el amor. 14 - Se dice amor.                                                                              | LEADER MUSIC             |

| Año  | Álbum                   | Sello                  |
| ---- | ----------------------- | ---------------------- |
|      | Grandes éxitos          | MICROFON ARGENTINA S.A |
| 1999 | 15 Grandes éxitos       | LEADER MUSIC           |
| 2000 | 15 Grandes éxitos vol.2 | LEADER MUSIC           |
| 2004 | 20 Secretos de amor     | SONY/BMG               |
| 2007 | 20 Grandes éxitos       | LEADER MUSIC           |